# Kabatazus paradoxus
Kabatazus paradoxus is een eenoogkreeftjessoort uit de familie van de Lernaeopodidae. De wetenschappelijke naam van de soort is voor het eerst geldig gepubliceerd in 1851 door van Beneden.